# آرامگاه شاه خراسان
بقعه شاه خراسان مربوط به دوره قاجار است و در دزفول، نزدیک بلوار ۴۵ متری واقع شده و این اثر در تاریخ ۹ اردیبهشت ۱۳۸۲ با شمارهٔ ثبت ۸۳۸۱ به‌عنوان یکی از آثار ملی ایران به ثبت رسیده است.